# BDZ

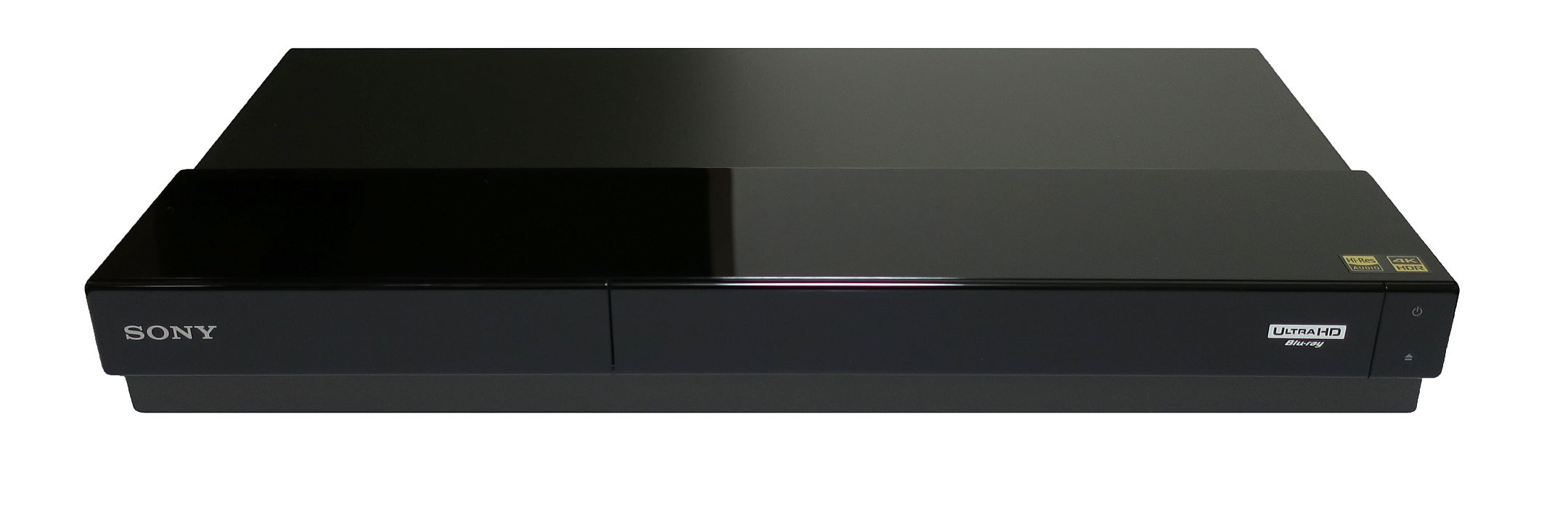
BDZ-FT1000（2018年）

BDZ（ビーディーゼット）は、ソニー（ソニーホームエンタテインメント&サウンドプロダクツ）が日本国内で発売するBlu-ray Discレコーダーの共通型番である。「BD」はBlu-ray対応、「Z」はデジタルチューナー搭載を表す。ブランド名とされる場合もあるが、ブランドは設定しておらず、下記のように「ソニーのブルーレイ」で統一している。

## 概要
2003年に当時世界初のBDレコーダー「BDZ-S77」を発売した。以降、全てのBDレコーダーの型番が「BDZ」で始まる。同社のDVDレコーダーのスゴ録のようなブランド名を付けていないのはBlu-ray Disc光ディスクを一般へ認知させることを優先するためである。公式サイトやCMでは「ソニーのブルーレイ」の名称を用いる。
本製品は量販店やソニーショップのみならず、日立チェーンストールにも供給されている（日立ブランドの薄型テレビ及びBDレコーダー「Wooo」が国内販売を終了した2018年10月以降は、「ブラビア」や「BDZ」を含む全てのソニー製品を日立系列店で販売開始）。
2012年以降製造機種よりアナログAV出力端子は全廃され、TV受像機とはHDMI接続のみ可能。また2016年以降製造機種からは光・同軸デジタル出力端子も（トリプルチューナー・4Kチューナー搭載の上位機種含め）全廃された。さらに2021年以降製造機種からはアナログAV入力端子も全廃され、従来型アナログ再生機器からのダビングができなくなっている。シングルチューナーモデルの生産は2019年限りで終了し、現行モデルは全てWチューナーおよびトリプルチューナー搭載となっている。
500GB以下容量のHDD搭載機種は2018年発売「BDZ-FW500」を最後に生産終了となり、現行モデルは下位機種でも1TB容量のHDDを搭載している。また4Kチューナー搭載モデルは「ACASチップ」を本体に内蔵しているためB-CASカード不要。4Kチューナー非搭載モデルに付属のB-CASカードはフルサイズカードを用いる。またHDMIケーブルは全機種別売りとなっており、「4Kハイスピードに対応したソニー純正品・または市販品を別途購入する」よう指示されている。
4Kチューナー非搭載機種の現行モデルは2024年発売「BDZ-ZW1900」のみとなっており、2025年以降は4Kチューナー搭載機種へ一本化される予定（トリプルチューナー搭載上位モデルは、2023年以降発売機種より全機種4Kチューナー搭載）。
全機種「同軸アンテナ線」が1本付属されているが径が細いため、取説では「付属アンテナ線は地デジ専用としてBDZ・ブラビア相互間の地デジアンテナ入出力端子をつなぐためだけに用い、BDZとブラビア相互間をつなぐBS・110度CSアンテナ線と・壁面アンテナコンセントと本機をつなぐアンテナ線およびBS/地デジ分波器については、4K/8K対応の市販品を別途用意する」よう指示されている（アンテナ線接続器具は「外れにくく外来ノイズや振動にも強い金属製のF型接栓またはプラグ」を推奨。アナログ時代の樹脂製アンテナプラグは外来ノイズや振動に弱く外れやすいため、画面や音声が途切れる場合あり）。
姉妹品として販売しているポータブルBDプレーヤーのうち、ワンセグチューナー付き機種「BDP-Z1」は2017年限りで生産終了。これによりソニーはポータブルTV生産より撤退し、ポータブルBDプレーヤー現行モデルは全てチューナーレスになると共に、薄型テレビ「ブラビア」現行モデルは据置型のみとなっている(2020年に国内大手メーカーで初めて4K非搭載テレビの生産を完全終了し、現行モデルは全て4Kチューナー内蔵。ただしBDレコーダー一体型ブラビアは非生産)。
FDKに生産委託していたソニーブランド乾電池は2019年7月限りで販売終了となったため、現行モデルのリモコンに組み込まれるお試し用乾電池はパナソニック・マクセルなどの他社より供給されている。
再生専用機もBDプレーヤーへの移行が進み、DVDプレーヤーは「DVP-SR20」を最後に2023年12月限りで生産を終了。現行モデルはBDプレーヤーへの一本化を完了し、従来型RCA端子を搭載したビジュアル録再機器生産から完全撤退した（ポータブルBD/DVDプレーヤーは2024年限りで生産終了となり、現行モデルは据置型のみ）。

## 機能の特徴

### x-おまかせ・まる録
同社のチャンネルサーバーCoCoonやDVDレコーダーのスゴ録シリーズから受け継いだ「x-おまかせ・まる録」機能（あらかじめ登録した条件やキーワードに合致する番組をEPGから探し出し自動録画する）などが特徴。また、プロ野球などのスポーツ中継が延長になっても後の番組を正確に録画できるスポーツ延長予約を最初に導入したメーカーである。また、放送時間が予約時と異なることになっても電子番組表のタイトル名から追跡して録画時間を変更する機能、放送内容の情報を検出しCMの前後や場面変換時にチャプターを挿入する機能なども最初に備える。
2008年秋モデルでは登録キーワード以外にも、現在流行のキーワードをテレビ情報誌風にユーザーに提案する「x-おまかせマガジン」を搭載した。

### MPEG-4 AVC圧縮
2007年11月発売のBDZ-X90/L70/T70/T50以降のモデルではMPEG-4 AVC形式で映像圧縮する機能を搭載している。XR（15Mbps）・XSR（12Mbps）・SR（8Mbps）・LSR（6Mbps）の4モードはハイビジョン画質に対応。標準モードとなっているSRは地上デジタル放送（約17Mbps）の約1/2のビットレートで、画質劣化を抑えながら2倍の長時間記録が可能となる。LR（4Mbps）・ER（2Mbps）は標準解像度のみ対応していた。
しかし、2008年9/10月発売モデルからはLSRモードのビットレートが5Mbpsとなるのと同時にLRモードが、そして、2010年春に発売されたRX105/RX55/RX35/RS15のモデルでは、ERモードも、ハイビジョン画質に対応した。結果、BDZ-AT300S/AT500/AT700/AT900/AX1000/AX2000以降のモデルでは、各モードのビットレートはXR(16Mbps)・XSR(11Mbps)・SR(8Mbps)・LSR(4Mbps)・LR(3Mbps)・ER(2Mbps)であり、全てのモードにおいてハイビジョン画質に対応する。
HDD・BDへのリアルタイム圧縮記録が可能。HDDにMPEG-2 TS（DRモード）で録画したものを圧縮してBDにダビングできるが、HDD→HDDの圧縮ダビングはできない。カット編集等もMPEG-2 TSと同等に行える。
音声は長らくAACを直接記録するのではなく、ドルビーデジタルに変換されていた。ただし、x000シリーズを除く2012年以降のモデルではMPEG-2 AACで記録される。
この音声形式の違いもあって、上記モデルにてDR以外のモードでBDに直接録画したもの、あるいはDR以外のモードで録画したタイトルをBDに高速ダビングしたものをそれ以前のモデルで再生すると、モード表示がDRになってしまう現象が発生する。なお5.1chサラウンド音声もそのまま記録できる。
MPEG-4 AVCエンコーダ搭載を発表したのはソニーの方が先であったがパナソニック・DIGAの同世代製品の方が発売が1週間早かったため、「世界初」の座はDIGAに譲った。
パナソニックはMPEG-4 AVCのHigh ProfileとフルHD（1920×1080）に対応、東芝のVARDIA RD-A301もフルHDに対応するがソニーは当初Main Profileを採用し、最大解像度は1440×1080にとどまっていた。地上デジタル放送の解像度は1440×1080のため地デジを録画する限り支障はないが、フルHDで放送される一部のBSデジタル放送を圧縮すると解像度が悪化することになる。しかし、2008年秋モデルでHigh Profile・1920×1080に対応し、他社と遜色ない性能となった。
パナソニック（AVCREC）と東芝（HD Rec）が採用したDVDへのハイビジョン記録には対応していない。これらのハイビジョンで録画されたDVDを再生するには対応したプレーヤーが必要など利用制限があることや、DVDからBDへの完全移行をコンセプトとしているため過渡的な機能は切り捨てた形である（ソニーがBDZにブランド名を設定していないのと同じ理由）。

### 各DVD規格への対応
DVD-RAMについては2006年モデルのBDZ-V7/V9では再生のみ可能。2007年11月発売のBDZ-T50/T70/L70/X90、2008年4月発売のBDZ-A70/T90ではスゴ録と同様に再生すら対応していない。しかし2008年秋モデル以降の機種では再び再生に対応した。
2006年以降のモデルは、スゴ録と同様に主要メーカーでは唯一DVD+R・DVD+RWの記録再生に対応する。DVD+R/+RWとDVD-RAMの規格争いについては「DVD」・「DVDレコーダー」を参照。
DVD-R DL（2層DVD-R）の録画は不可能で再生のみ対応（2006年モデル以降）。

### i.LINK（TS）端子
2003年のBDZ-S77にはi.LINK（S200）端子が搭載されている。BDZ-S77間の転送とソニー製の一部デジタルチューナー（DST-BX500（BS・110度CS）、DST-TX1（地上・BS・110度CS）、DST-MS9（スカイパーフェクTV!用）など）・デジタルチューナー搭載テレビからのストリーム録画に対応する。ただし地上デジタル/110度CSデジタル放送への対応には有償アップデートが必要だった。
2006年以降のモデルには、他社のBD/HD DVDレコーダー（一部機種除く）と異なりi.LINK（TS）端子が搭載されていない。そのため、既存のデジタルレコーダーで録り溜めたハイビジョン映像のデジタルダビングは不可能である。

### ビデオカメラとの連携
BDZ-V7/V9以降のモデルは全てAVCHD再生に対応。同社は一般向けで多くのメディアに対応したビデオカメラを販売していることから、レコーダーとの連携機能は非常に充実している。特に最大のライバルであるパナソニックは2008年モデル以降USB端子を搭載するなど連携機能が増えてきたが、現在のところ公式にはHDVからの取り込みに対応していないため事実上使用不可となっている（HDVモデルを生産していないため）のに対し同社は対応しているのが最大の違いと言える。
BDZ-T50/T55/T70/T75/T90はUSB端子などを備えないエントリーモデルのため8cmDVD/BDからの取り込みのみの対応。
BDZ-A70/A750/A950/L55/L70/X90/X95/X100はUSB端子やi.LINK（HDV）端子を備え、MPEG-2 PS/MPEG-2 TS/MPEG-4 H.264/Hi8/Digital8/HDV/AVCHDなどの記録方式やテープ/DVD/BD/HDD/メモリーカードなどの記録メディアを問わずほぼ全てのビデオカメラからBD/DVDへのダビングに対応するモデルである（MICROMV・SD・SDHCメモリーカード除く）。
また、BDZ-L95は上記の機能に加え同社としては初めてメモリースティック（動画・静止画）/SD・SDHCメモリーカード（動画・静止画）/コンパクトフラッシュ（静止画のみ）対応のメモリーカードスロットを前面に備え、BDレコーダー業界初のメモリースティックとSDカードの両対応モデルである（かつてメモリースティックスロット搭載のDVDレコーダーは数機種発売された）。
なお、2006年モデルのBDZ-V7/V9はスタンダード画質モデル及びHDVモデルのみの対応である。
| メディア/機種                    | V7/V9 | T シリーズ | A/X シリーズ | L シリーズ | RS10/RX30 RS15/RX35 | RX50/RX100 EX200 RX55/RX105 | AT/AX シリーズ SKP75 | E/EW/ET シリーズ EX3000 | ZW/ZT シリーズ | FW/FT/ FBW/FBT シリーズ |
| -------------------------------- | ----- | ---------- | ------------ | ---------- | ------------------- | --------------------------- | -------------------- | ----------------------- | -------------- | ----------------------- |
| Digital8 （Hi8含む）             | ○     | ×          | ○            | ○          | ○                   | ○                           | ○                    | ○                       | ○(※1)          | ○(※1)                   |
| DVテープ （HDV含む）             | ○     | ×          | ○            | ○          | ○(※3)               | ○                           | ○(※5)                | ○(※6)                   | ○(※1)          | ○(※1)                   |
| 8cmDVD （AVCHD含む）             | ○(※1) | ○          | ○            | ○          | ○                   | ○                           | ○                    | ○                       | ○              | ○                       |
| 8cmBD                            | ×     | ○          | ○            | ○          | ○                   | ○                           | ○                    | ○                       | ○              | ○                       |
| HDD （AVCHD含む）                | ○(※1) | ×          | ○            | ○          | ○(※3)               | ○                           | ○                    | ○                       | ○              | ○                       |
| SDメモリーカード （AVCHD含む）   | ×     | ×          | ×            | ○(※2)      | ×                   | ○(※4)                       | ○(※5)                | ○(※6)                   | ○(※7)          | ○(※7)                   |
| メモリースティック （AVCHD含む） | ×     | ×          | ○            | ○          | ○(※3)               | ○                           | ○                    | ○                       | ○(※7)          | ○(※7)                   |
| 内蔵メモリー （AVCHD含む）       | ×     | ×          | ○            | ○          | ○(※3)               | ○                           | ○                    | ○                       | ○(※7)          | ○(※7)                   |

※1:SD画質のみ対応

※2:L95のみ対応

※3:RS15/RX35のみ対応

※4:RX100/RX105のみ対応

※5:AXシリーズのみ対応

※6:EX3000のみ対応

※7:XAVC S規格(4KおよびHD)の動画も取り込み可能（ZW/ZTシリーズは2020年以降に発売されたモデルで対応）

### その他
- 2006年モデル以降の上位モデルはPSP、PS Vita（2008年以降は一部のウォークマン、一部携帯電話端末へも）への転送機能「おでかけ・おかえり転送」を搭載。
- 2006年12月以降に発売された機種のGUIにはクロスメディアバーが一貫して使われていたが、2016年4月モデルで上下2階層構造のホーム画面に変更となった。
- 2008年春モデルまでは他社と比べ、最上位機種でも500GBと比較的HDD容量が控えめな設定となっていた。2008年秋の新機種で1TBモデル、2009年秋の新機種で2TBモデル、2017年夏の新機種で3TBモデル、2019年秋の新機種で4TBモデル、2021年春の新機種で6TBモデルが初めて登場。
- 多くのデジタル放送対応スゴ録/BDZシリーズで、デジタル放送をVRモード/AVC圧縮で録画するときに、字幕放送を映像に焼きこむ機能が搭載されている。2009年現在この機能を搭載しているDVD/BDレコーダーを発売しているのはソニーのみである。
- プレイリストを作成できるのはBDレコーダーではソニーのA750/A950以降の機種のみである。ただしコピー制限（コピーワンス・ダビング10等）された録画を参照しているプレイリストはダビングできない。
- データ放送に関しては、HDDへの録画の時点でも記録しない仕様になっている。連動データ放送をHDDに録画したりBDに残すことは不可能だが、DRモードにおいてデータ放送部分のストリームをカットしメディアを効率良く使えるメリットがある。

国内生産モデル(S.EMCS MADE IN JAPAN)は「ソニーグローバルマニュファクチャリング&オペレーションズ株式会社木更津サイト」にて生産されている（日産500～600台前後）。

## 年表
2003年
4月、世界初のBDレコーダ「BDZ-S77」を発売。本機種はカートリッジ式BD-RE（Ver.1.0）23GB/25GB片面一層ディスクのみに録画可能。カートリッジ式BD-RE（Ver.1.0）片面二層50GBディスク（パナソニック製「LM-BRM50」）への録画・再生には非対応。DVD-VIDEO/DVD-R/DVD-RW/DVD+R/DVD+RWの再生は可能だが録画は不可。HDDは非搭載。発売当時メーカー希望小売価格が45万円と高額だったこともあり殆ど普及が進まなかった。当時は地上デジタル放送が始まっていなかったため地上アナログチューナ搭載。デジタルチューナはBSのみで110度CSデジタル放送には非対応。
2004年
3月と10月にBDZ-S77の2種類の有償アップグレードが受付開始され、それぞれ地上/110度CSデジタル放送の録画（i.LINK接続での外部チューナが必要）、コピーワンスコンテンツのムーブに対応した。
その後はBD-ROMの策定の遅れやDVDレコーダー自体の販売不振などから、2006年末まで各社は新機種を発売しなかった（ただし、本来ソニーは2005年の夏に発売された初代デジタルチューナ搭載スゴ録「RDZ-D5」と同時期に第2世代BDレコーダを発売する予定だった）。
2006年
6月、3年以上に渡って生産されてきた初代BDレコーダ「BDZ-S77」の生産が終了。
12月、HDD搭載BDレコーダ「BDZ-V7/V9」の2機種をV9が12月8日に、V7が12月16日に発売。両機種とも地上波・BS/110°CSデジタルダブルチューナを搭載。本モデルからはBD-ROMの再生にも対応するため、事実上の第1世代BDレコーダとも捉えることができる。GUIや基板、機能などはスゴ録の上位機種をベースにしている。ただし2層BD-R/-REの記録/再生に対応しなかった事から、同時期に発売されたパナソニックのBDレコーダ「DMR-BR100/BW200」に人気を譲ってしまうこととなった。「BDZ-S77」等で録画したカートリッジ式BD-RE（Ver.1.0）は再生のみ対応している。
同年11月には、BD再生機能を備えたゲーム機、PlayStation 3も発売された。余談だが、2007年12月当時レコーダーで録画したBDAV形式のBD-R/REが再生できるプレーヤーはシャープのBD-HP1とこのPS3のみであった（パイオニアやデノンなど、他のBDプレーヤーは全てBD-ROM/BDMV形式のみの対応）。
2007年
夏ごろ、BDZ-V9/V7の生産が完了。以降新機種が発売されるまでは在庫のみとなる。
11月8日、MPEG-4 AVCエンコーダーを搭載しハイビジョン解像度のままHDDやBDにより長時間録れるようになり、ダビング10にも対応（放送波アップデートにより対応）した4機種「BDZ-T50/T70/L70/X90」を発売した。
2008年
2月、ソニーはDVDレコーダから撤退。BDレコーダへの1本化。
4月、初のウォークマンへの転送機能を備えた「BDZ-A70」、低価格の500GBモデル「BDZ-T90」を追加。
9・10月、性能を大幅に強化した新機種「BDZ-X100/X95/L95/L55/T75/T55」を発売。従来機種はA70のみ2009年4月まで販売継続。
2009年
4月、初のアクトビラ・ビデオ・ダウンロード対応の「BDZ-A750」「BDZ-A950」を追加。同時にA70とL55が生産完了。
9月、デザインやGUI、シリーズ区分を大幅に見直した「BDZ-RS10」「BDZ-RX30」「BDZ-RX50」「BDZ-RX100」「BDZ-EX200」を発売。同時に既存機種は全て生産完了。
2010年
3月、録画のアルゴリズムを見直しつつ、一部の機能を追加・修正したマイナーチェンジモデル「BDZ-RS15」「BDZ-RX35」「BDZ-RX55」「BDZ-RX105」を発売。
9・10月、「BDXL」・「ブルーレイ3D」に対応すると共に、新システムの採用で起動速度とマルチタスク性能を向上させた「BDZ-AT300S」「BDZ-AT500」「BDZ-AT700」「BDZ-AT900」「BDZ-AX1000」「BDZ-AX2000」の全6機種を発売。
2011年
8月、AVCHDの拡張規格として、3D動画や60p（プログレッシブ）動画を追加した「AVCHD Ver.2.0」にいち早く対応し、画質向上を図りながらスリムサイズを実現したエントリーモデル「BDZ-AT350S」「BDZ-AT750W」の2機種を発売。
10月、日本国内向けブルーレイレコーダーでは初めて3番組同時長時間録画を実現したトリプルチューナモデル「BDZ-AT770T」「BDZ-AT970T」「BDZ-AX2700T」、「BDZ-AT750W」のHDD容量を1TBに倍増したダブルチューナモデル「BDZ-AT950W」、スカパー!HDチューナ搭載モデル「BDZ-SKP75」の全5機種を発売。
2012年
10月、録画番組内の再生したいコーナーを簡単に探せる「もくじでジャンプ」を搭載した新機種として、トリプルチューナモデル「BDZ-ET1000」「BDZ-ET2000」「BDZ-EX3000」、ダブルチューナモデル「BDZ-EW500」「BDZ-EW1000」「BDZ-EW2000」、シングルチューナモデル「BDZ-E500B」「BDZ-E500W」の全8機種を発売。
2013年
11月、新型リモコン「らくらくリモコン」を採用した新機種として、トリプルチューナモデル「BDZ-ET1100」「BDZ-ET2100」、ダブルチューナモデル「BDZ-EW510」「BDZ-EW1100」、シングルチューナモデル「BDZ-E510」の全5機種を発売。
2014年
3月、前述の2013年モデルを対象に行われるデジタル放送ダウンロードによるアップデートにより外出先視聴機能が追加され、インターネット接続によってモバイル端末（スマートフォン・タブレット）でBDZで受信した放送中の番組（地上デジタル・BSデジタルのみ）や録画番組を視聴できる「外からどこでも視聴」にBDレコーダーで初めて対応。
11月、スマートフォンなどで録画番組をストリーミング視聴できる「快適視聴モード」を搭載した新機種として、トリプルチューナモデル「BDZ-ET1200」「BDZ-ET2200」、ダブルチューナモデル「BDZ-EW520」「BDZ-EW1200」の全4機種を発売。
2015年
3月、シングルチューナモデルの新機種として「BDZ-E520」を発売。シングルチューナーモデルは前機種の発売から約1年4ヶ月ぶりの新モデルとなる。
2016年
4月、ユーザーインターフェイス全体を一新した新機種として、トリプルチューナーモデル「BDZ-ZT1000」「BDZ-ZT2000」、ダブルチューナーモデル「BDZ-ZW500」「BDZ-ZW1000」の全4機種を発売。なお、トリプルチューナーモデル・ダブルチューナーモデルは前機種の発売から約1年5ヶ月ぶりの新モデルとなる。
2017年
6・7月、XAVC S(MP4)形式の4K動画取り込み、ハイレゾ音源再生、SeeQVaultに対応した新機種として、トリプルチューナーモデル「BDZ-ZT1500」「BDZ-ZT2500」「BDZ-ZT3500」、ダブルチューナーモデル「BDZ-ZW550」「BDZ-ZW1500」「BDZ-ZW2500」の6機種を発売。
2018年
5月、4K Ultra HD Blu-ray再生対応と最長1ヶ月前から録画予約ができる「新作ドラマ・アニメガイド」を搭載した新機種として、トリプルチューナーモデル「BDZ-FT1000」「BDZ-FT2000」「BDZ-FT3000」、ダブルチューナーモデル「BDZ-FW500」「BDZ-FW1000」「BDZ-FW2000」の6機種を発売。
2019年
9月、4K放送の2番組同時録画対応と番組表スクロール速度を従来モデル比2倍以上に高速化した新機種として、4Kダブルチューナー+デジタルトリプルチューナーモデル「BDZ-FBT1000」「BDZ-FBT2000」「BDZ-FBT3000」「BDZ-FBT4000」、4Kダブルチューナー+デジタルダブルチューナーモデル「BDZ-FBW1000」「BDZ-FBW2000」の6機種を11月に発売。
またエントリーモデルとして、デジタルトリプルチューナーモデル「BDZ-FT1700」、デジタルダブルチューナーモデル「BDZ-FW1700」「BDZ-FW2700」の3機種を10月に発売。
2021年
5月、デジタルダブルチューナーモデル「BDZ-FW1800」「BDZ-FW2800」、デジタルトリプルチューナーモデル「BDZ-FT1800」「BDZ-FT2800」の4機種を発売。その翌月には4Kダブル+デジタルダブルチューナーモデル「BDZ-FBW1100」「BDZ-FBW2100」、4Kダブル+デジタルトリプルチューナーモデル「BDZ-FBT2100」「BDZ-FBT4100」「BDZ-FBT6100」の5機種を発売。

## BDレコーダーにおけるソニーの戦略

### 生産・販売戦略
2007年9月12日、ソニーは11月8日発売の2007年モデル4機種の新商品発表会で国内向けのDVDレコーダーの新製品は今後一切発売しない と発表した。このため同社のDVDレコーダーであるスゴ録のブランド終了、大手メーカーでは最も早いDVDレコーダー市場からの撤退・BDレコーダーへの完全移行となった（2008年1月当時、生産されていたDVDレコーダーは「RDZ-D700」1機種のみであった）。
2007年モデルでは前述のDVDレコーダー撤退も含め「BDへの完全移行」が主なポイントとなっている。ソニーは2007年の冬からBDレコーダーの市場が急激に動くと以前から予想しており、比較的多めにラインをとっていた。そのためすぐに増産できるような状態にあるが、それでも2008年1月頃までは品薄が続いていたようである。DVDレコーダー市場からの撤退を明言したのもこの予想があったからと思われる。
対するパナソニックはまだそこまで大幅に動かず、従来からのDVDレコーダーが主流と予想したところ、予想を覆しBDレコーダーが大幅に売れたため同社のBDレコーダーは年明けにもかなりの品薄が続いていた。
2007年12月現在、新機種発売前の9月はDVD/BD/HD DVDレコーダーの中でのBD/HD DVDレコーダーのシェアが約1.8%だったのが、発売後の11月は約20%と10倍以上のシェア拡大となっている。またBDとHD DVDの比率も最大99:1にまで差が開き、日本における第3世代光ディスク（当時の「次世代DVD」）の規格争いでBDが決定的な優位に立った。これが一つの要因となり東芝がHD DVD事業撤退を発表し、規格争いはBDの勝利で決着した。

### CM
2006年～2007年に放送されたテレビCMは自然の様々な風景を映すものだった。キャッチコピーは「未来を開く新世代ディスク。ソニーはブルーレイ。」「今、すべての美しさをハイビジョンであなたの手に。」
2007年のCMは矢沢永吉を起用。ハイビジョンテレビで標準画質のDVDを見るのは「もったいない」と訴求する大胆なCMが大きな話題を集め、『めちゃ²イケてるッ!』の番組宣伝でパロディが製作されるほどだった。のちに同社のBRAVIAでも同様のCMが展開された。
2009年9月/10月発売モデルのCMでは矢沢を引き続き起用するとともに、女優の篠原涼子を新たに起用した。
その後、篠原単独で起用が継続されていたが、2011年10月発売モデルからは川口春奈を新たに起用している。
2012年10月からはキャッチコピーを「俺とローラとソニーのブルーレイ」として、川口に変わって山下真司とローラを起用した。

## 品番

### 2003年4月発売モデル
BDZ-S77
世界初のBDレコーダー。記録に使用できるのはBD-RE（Ver.1.0）の23.3GBカートリッジ入りメディアのみとなっていた。BSデジタルチューナー搭載（発売当時に本放送が開始されていなかった地上デジタル用チューナーは非搭載）。HDDは搭載しておらずDVDの録画にも非対応（DVDとCDの再生には対応）。発売当時の定価は45万円であった。2006年夏ごろまで生産された。
同世代の他社製品
- パナソニック：ブルーレイDIGA DMR-E700BD（BD-RE v1.0の25GBと50GB(DL)に対応。）
- シャープ：AQUOSハイビジョンレコーダー BD-HD100（160GB HDD、最初で最後のDVD/BDのツインドライブ搭載）

### 2006年12月発売モデル
ソニー初のHDD搭載BDレコーダー。DVDの録画/再生も可能になった。「x-おまかせ・まる録」や番組の延長追跡などスゴ録譲りの機能を搭載。2006年に規格策定が完了したBD-ROM（市販BDビデオ）の再生に対応。
ただしHDオーディオ（ドルビーTrueHD・ドルビーデジタルプラス・DTS-HD）のデコードやHDMI経由の出力には非対応。旧規格のカートリッジ入りBD-RE（Ver.1.0）は再生のみ可能。BD-R/REは1層ディスクのみ録画/再生可能。この事が当時はパナソニックがシェアを大きく引き離してトップになる要因の一つとなり、ソニーの技術力低下まで指摘された。DVD-RAMは再生のみ可能。DVD-R DL（2層DVD-R）は録画/再生ともに不可能。
GUIはクロスメディアバーを採用。他の部分や内部パーツもスゴ録の上位機種がベース（ベース機はV7:RDZ-D700/V9:RDZ-D900A）となっている。全機種デジタルダブルチューナーを搭載。2008年に製品化された有機色素BD-R（LTH）の読み書きには対応しない。前面パネルの色はブルーで、自動開閉機能を備える。発売時のメーカー予想実勢価格はV7：25万円・V9：30万円。S77よりは下がったとはいえ、まだまだ高価であった。
放送波アップデートによりダビング10に対応した。。
BDZ-V7
HDD 250GB - 新規設定。
BDZ-V9
HDD 500GB - 新規設定。PSPへの転送機能「おでかけ・おかえり転送」、ホームサーバー機能を搭載。1125p（1080p）アップコンバート出力に対応。
同世代の他社製品
- パナソニック：ブルーレイDIGA DMR-BR100/BW200
- 東芝：HD DVD VARDIA RD-A1/A300/A600

### 2007年11月発売モデル
主に前年モデルとの変更点を述べる。昨年の2機種から4機種に倍増し、利用スタイル別の商品展開となった。2008年7月4日に放送波アップデートによりダビング10に対応した。2007年9月以降に発売されたBRAVIAとセットで「ブラビアリンク」に対応（「M1」は除く。また2011年2月以降に発売されたBRAVIAと組み合わせた場合、BRAVIAリモコンのダイレクトボタンの利用に一部制限が出る）。MPEG-4 AVCエンコーダを搭載。HDDやBDにハイビジョン解像度のままより長時間録画できるようになった。「x-おまかせ・まる録」、番組の延長追跡録画などの機能を引き続き搭載。ただし、基板部はBDレコーダー向けに一新された。BD-R DL/RE DL（2層BD）の録画/再生にようやく対応。有機色素BD-R（LTH）の記録再生に対応。
旧規格のカートリッジ入りBD-RE（Ver.1.0）は引き続き再生のみ可能。DVD-RAMは再生すら不可になった。DVD-R DL（2層DVD-R）は引き続き録画/再生ともに不可能。DVDへの直接録画は不可能になった。BDへは引き続き直接録画も可能。今モデルからHDV方式のみでなくAVCHD方式のハイビジョンハンディカムからのダビングも可能となった（X90/L70のみ）。
リモコンが一新され、ジョイスティックが廃止された。これは高齢ユーザーから使いにくいとの声が多かったからとのこと。全機種新しい色空間規格のx.v.Colorに対応。「ソニールームリンク」（ホームサーバー機能）に対応（X90/L70のみ）。前面パネルの色がブルーからブラックに変更された。また、前面パネルの自動開閉は低価格化のため廃止された。
発売時のメーカー予想実勢価格はT50：14万円・T70：16万円・L70：18万円・X90：20万円。最上位機のX90でも昨年の下位モデルのV7より値下げされており、DVDレコーダーのハイエンドモデルの価格に大分近づいた。年末商戦向けのパナソニックの競合機種は高価だったため、ソニーのシェアが大幅に増えた要因となっている。ただし、パナソニックも対抗して2008年3月にBDZ-T50と同じシングルチューナーの低価格モデルDMR-BR500を投入した。
BD-ROMビデオの1080/24p出力（HDMI）、HDオーディオ（TrueHD・DD+・DTS-HD）のデコードとHDMI出力が全機種で可能。
BDZ-T50
HDD 250GB - 新規設定。最廉価モデルでデジタルチューナーは1系統のみ搭載。2007年の年末商戦で最安値8万円台にまで下がった。
BDZ-T70
HDD 320GB - BDZ-V7の後継機、2番組同時録画対応。
BDZ-L70
HDD 320GB - 新規設定。ハイビジョンハンディカムとの連携を強化し、「ワンタッチダビングボタン」やi.LINK端子（ただしTS入出力には非対応でビデオカメラからのダビング専用）、USB端子などを備える。こうしたモデルの誕生は昨年モデルをHDVハイビジョンハンディカムのユーザーにダイレクトメールを送り勧めたところ、V7/V9の売り上げが大幅に上がったからだという。
BDZ-X90
HDD 500GB - BDZ-V9の後継機、最上位モデル。2番組同時録画対応。PSPへの転送機能「おでかけ・おかえり転送」や高音質パーツを搭載。WEGA・BRAVIAで採用されたアップコンバート技術DRC-MF（v2.5）をレコーダーとして初めて搭載し1125p（1080p）アップコンバート出力が可能。Deep Colorにも対応。本体ボタンの色もメタリック塗装にしてあるなど他機種とかなりの差別化がされている。
同世代の他社製品
- パナソニック：ブルーレイDIGA DMR-BR500/BW700/BW800/BW900
- シャープ：AQUOSブルーレイ BD-HDW15/HDW20
- 三菱電機：REALブルーレイ DVR-BZ100/BZ200
- 東芝：HD DVD VARDIA RD-A301（RD-A302/A502/X7は発売にならずにHD DVD撤退となった）

### 2008年4月発売モデル
基本仕様、共通機能は前年11月発売モデルと同様なのでそちらを参考。前モデル4機種も継続販売。ダビング10対応（予定）。2007年9月以降発売されたBRAVIAとセットで「ブラビアリンク」に対応（「M1」は除く。また2011年2月以降に発売されたBRAVIAと組み合わせた場合、BRAVIAリモコンのダイレクトボタンの利用に一部制限が出る）。全機種新しい色空間規格のx.v.Colorに対応。
発売時のメーカー予想実勢価格はT70：17万円・A70：17万円。両機種ともこれまでのT70とL70の間の価格帯に投入され、ソニーのBDレコーダーのラインナップは業界最大となった。
BD-ROMビデオの1080/24p出力（HDMI）、HDオーディオ（TrueHD・DD+・DTS-HD）のデコードとHDMI出力が全機種で可能。
BDZ-T90
HDD 500GB - 新規設定、2番組同時録画対応。DRモードでの使用をメインに想定した低価格の大容量モデルで、基本仕様はBDZ-T70と同様。
BDZ-A70
HDD 320GB - 新規設定、2番組同時録画対応。転送機能を重視したモデルで、「ワンタッチ転送ボタン」搭載。なお、転送機能「おでかけ・おかえり転送」はこれまでPSPのみの対応だったが、今モデルからウォークマン（一部Aシリーズのみ）への転送も対応した。HDV方式のみでなくAVCHD方式のハイビジョンハンディカムからのダビングも可能。「ソニールームリンク」（ホームサーバー機能）に対応。
同世代の他社製品
- パナソニック：ブルーレイDIGA DMR-BR500/BW700/BW800/BW900
- シャープ：AQUOSブルーレイ BD-HDW15/HDW20
- 三菱電機：REALブルーレイ DVR-BZ100/BZ200

### 2008年9/10月発売モデル
X/Lシリーズは9月27日、Tシリーズは10月10日発売。A70は唯一販売継続。
新開発の高画質回路「CREAS」を全機種に搭載。HDMIで接続した全てのハイビジョンテレビで、どんなコンテンツでも高画質映像を再現することを目的として開発され、これによりパナソニックDIGAに比べて劣ると言われていた再生性能を大幅に強化した。BD-Liveにも対応。さらにXシリーズは「DRC-MF v3」、業界初の2系統のHDMI出力端子、PSPに加えA70同様のウォークマン・FOMA（アナログ放送のみ）への転送機能などを搭載。また、ソニーとしてはDVDレコーダーを含め初の1TBモデル(BDZ-X100)が登場した。
AVC圧縮をHigh Profileに強化し、XR(15Mbps)・XSR(12Mbps)・SR(8Mbps)モードではフルハイビジョン(1920×1080)録画に対応。LSRモードは従来の6Mbpsから5Mbpsに変更された。さらにLR(4Mbps)もハイビジョン解像度に対応し、2層BDに最大18時間のHD画質での録画が可能となった。
x-おまかせマガジン、シリーズ録画の一括ダビング、高速ダビング中に予約録画を実行可能などの新機能がある。
BD記録速度は最大4倍速のまま（同時期のDIGAは6倍速を採用した）。またDVD-RAMの再生互換性が2006年モデル以来2年ぶりに復活している。
BDZ-T55
HDD 320GB - BDZ-T50の後継機。
BDZ-T75
HDD 320GB - BDZ-T70の後継機、2番組同時録画対応
BDZ-L55
HDD 320GB - 新規設定。
BDZ-L95
HDD 500GB - BDZ-T90/L70の後継機、2番組同時録画対応。またこの機種のみSDカード、メモリースティック、コンパクトフラッシュと各種メディアを使用できる。
BDZ-X95
HDD 500GB - BDZ-X90の後継機、2番組同時録画対応
BDZ-X100
HDD 1TB - 新規設定、2番組同時録画対応
同世代の他社製品
- パナソニック：ブルーレイDIGA DMR-BR630V/BW730/BW830/BW930
- シャープ：AQUOSブルーレイ BD-HD22/HDV22/HDW22/HDW25/HDW30
- 三菱：REALブルーレイ DVR-BZ110/BZ210/BF2000
- 日本ビクター：DR-BX500（三菱のOEM）
- パイオニア：BDR-WD700/WD900（シャープのOEM）

無償修理・点検（BDZ-T55/T75/L55/L95）
ハードディスクドライブ（HDD）用電源ケーブルコネクタの絶縁不良による発火・発煙

### 2009年4月発売モデル
2009年3月26日発売。
ブルーレイディスクレコーダーでは初のアクトビラに対応し、本モデルからアクトビラ・ダウンロード・セルのみのコンテンツが2回まで転送できるようになった。2008年9/10月発売モデルと同様にCREAS（クリアス）を搭載した。
BDZ-A750
HDD 320GB - BDZ-A70/L55の後継機、2番組同時録画対応
BDZ-A950
HDD 500GB - 新規設定、2番組同時録画対応
同世代の他社製品
- パナソニック：ブルーレイDIGA DMR-BR550/BW750/BW850/BW950
- シャープ：AQUOSブルーレイ BD-HDS32/HDW32/HDW35/HDW40

無償修理・点検
ハードディスクドライブ（HDD）用電源ケーブルコネクタの不良による発火・発煙

### 2009年9/10月発売モデル
2009年9月19日発売。これまでのシリーズ区分やデザイン、GUIが大幅に見直され基本的にHDD容量が同じものは1ラインに絞られた。BDZ-EX200/RX100/RX50は「スカパー!HD録画」に初対応。またソニー独自の高画質回路「CREAS」が進化し、新たな高画質回路「CREAS 2」が全機種(EX200は除く)に搭載された。加えて、録画時のビットレートを映像に合わせて動的に制御する「インテリジェントエンコーダー」が搭載され、低ビットレートでの高画質録画が可能になった。また従来は最大解像度1440×1080ドットで録画していたLSR・LRモードが、新たに1920×1080ドット(フルHD)での録画が可能となり、これにより最大8倍のAVCによるフルハイビジョン録画を実現した。
さらに、録画時におけるCMやシーンの切れ目で自動的にチャプタを付与する「おまかせチャプタ」が従来は「録画 1」のみだったが、「録画 2」にも対応し新たに「ダブルおまかせチャプター」として搭載された。
以前のモデルに搭載されていたアナログ放送の番組表機能（Gガイド）が非対応になっている。
BDZ-RS10
HDD 320GB- BDZ-T55の後継機。
BDZ-RX30
HDD 320GB - BDZ-T75の後継機、2番組同時録画対応。
BDZ-RX50
HDD 500GB - BDZ-A750の後継機、2番組同時録画対応。ソニールームリンク対応、おでかけ転送対応。
BDZ-RX100
HDD 1TB - BDZ-L95/A950の後継機、2番組同時録画対応。ソニールームリンク対応、おでかけ転送対応。またこの機種のみSDカード、メモリースティック、コンパクトフラッシュと各種メディアを使用できる。
BDZ-EX200
HDD 2TB - BDZ-X95/X100の後継機、2番組同時録画対応。ソニールームリンク対応、おでかけ転送対応。2009年11月発売。
RS・RXシリーズに搭載されている高画質回路「CREAS 2」よりもさらに高精度な高画質回路「CREAS 2 plus」を搭載し、縦横斜め方向に発生しやすいジャギーを滑らかにするスムージング機能を強化したほか、アニメーション映像で出やすい輪郭周辺のノイズを低減する「アニメ・CGリマスター」などの機能を搭載。
また画面のジャギーやゴースト、ちらつきやノイズの低減を行い、高精細感ある映像が味わえる高画質回路「DRC-MF v3」も搭載。
その他音質面では、デジタル音声におけるノイズの元になるジッタを極力減らす「ジッタノイズ低減システム」を搭載したほか、アナログ回路を独立基板にしたり、アルミ天板を採用するなど、メカ的にもノイズを極力排除するような設計になっている。HDMI出力端子は2系統とし、音声信号と映像信号を独立して出力できる。
同世代の他社製品
- パナソニック：ブルーレイDIGA DMR-BR670/BW570/BW770/BW870/BW970
- 三菱：REALブルーレイ DVR-BZ130/BZ230/BZ330/BV530
- シャープ：AQUOSブルーレイ BD-HDW50/45/43

無償修理　(2018年9月30日をもって有償化)
対象ICが原因で発生する、起動しない・ノイズが入る・DR以外で録画できない不具合。

### 2010年3月発売モデル
「おまかせリモコン」と銘打って他のメーカーのテレビの操作範囲を拡張した。14メーカーのテレビの電源、チャンネル切換、音量調節、入力切換の操作に対応したほか、7メーカー（ソニー・パナソニック・東芝・日立製作所・シャープ・三菱電機・パイオニア）のテレビでは番組表や10キー、カーソルボタン、決定、戻る、消音、カラーキーの操作にも対応した。また録画のアルゴリズムを見直すことで、従来はSD解像度で録画していたERモードがHD(1920×1080ドット)画質に対応した。これにより、従来機種で最大8倍を実現していたAVCによるフルハイビジョン録画が新たに10倍まで拡大され、より高画質で長時間のHD画質での録画を実現した。いずれの機種もHDD容量をはじめ、外見のデザイン、高画質回路「CREAS 2」を搭載している点でも2009年9/10月発売モデルから大きな変更はなく、マイナーチェンジにとどまった。
BDZ-RS15
HDD 320GB - BDZ-RS10の後継機
BDZ-RX35
HDD 320GB - BDZ-RX30の後継機、2番組同時録画対応
BDZ-RX55
HDD 500GB - BDZ-RX50の後継機、2番組同時録画対応
BDZ-RX105
HDD 1TB - BDZ-RX100の後継機、2番組同時録画対応
無償修理　(2018年9月30日をもって有償化)
対象ICが原因で発生する、起動しない・ノイズが入る・DR以外で録画できない不具合。

### 2010年9/10月発売モデル
ラインナップが拡張され、高画質・高音質版（従来のEX200）の1TB HDD版であるAX1000を新たに設定。すべての機種で「ブルーレイ3D」ディスク再生並びに「BDXL」の録画・再生に対応。新システムの採用により、標準起動モードで最速約6秒、瞬間起動モードで約0.5秒の瞬間起動を可能にした。新世代AVCエンコーダーを採用した『インテリジェントエンコーダー2』を搭載することにより、シングルチューナーモデルのAT300Sを除く全機種で2番組同時に最大11倍のAVCによるフルハイビジョン長時間録画が可能となり、さらに長時間モードで2番組同時録画中にもブルーレイディスクの再生（BD-ROM・Blu-ray 3D）、追いかけ再生、早見再生、HDDからブルーレイディスクへの高速ダビングが出来るなど、マルチタスクの性能が大幅に向上した。
高画質回路が「CREAS 3」に進化し、斜め線や動きのある映像を補正してスムーズなラインを表現する「I/P変換」は1080/60P出力に対応した「新I/P変換」になると共に、接続するモニタを指定するだけで素材に応じた最適画質に自動調整する「おまかせ画質モード」や厳選した8つのシチュエーションに対応したこだわりチューンを設定できる「おすすめ画質プリセット」を採用。さらに、BD-ROM再生とそれ以外を別々に設定できる「BD-ROM専用画質設定」も搭載された。加えて、録画中に音声や映像の切り替わりを検知して自動でチャプターを作成する「おまかせチャプター」や「おでかけ転送」に使う動画ファイル作成も長時間録画中に両方の番組で可能。番組表(EPG)もフルHD化され、細かい文字もはっきりと見やすくなった。
2011年5月のアップデートでは、ブルーレイディスクからHDDへの「ムーブバック機能」が搭載され、これにより複数のディスクに保存されている映像を1枚のディスクに収納することが可能となった。他にもケーブルテレビのSTBとのLAN接続によるハイビジョン録画、早送りなどシーク操作時の操作性向上や画質向上など多くの改善が盛り込まれた。
尚、これ以降のモデルよりマルチチューナー搭載機の「録画1」動作中のチャンネル切り替え制限がなくなり、1番組録画中でも裏番組の視聴が可能になった。
本シリーズは地上アナログチューナーを廃止しデジタル3波チューナーのみ搭載。BD業界では東芝「レグザ」と並んで最も早く録画機より地上アナログチューナー撤去を完了した。
本シリーズ以降のBDZと2009年12月以前に発売されたBRAVIAを組み合わせた場合、BRAVIAリモコンのダイレクトボタンの利用に一部制限が出る。
BDZ-AT300S
HDD 500GB - BDZ-RS15の後継機、高さ49.5mmの薄型ボディを実現。
BDZ-AT500
HDD 320GB - BDZ-RX35の後継機、2番組同時録画対応
BDZ-AT700
HDD 500GB - BDZ-RX55の後継機、2番組同時録画対応
BDZ-AT900
HDD 1TB - BDZ-RX105の後継機、2番組同時録画対応
BDZ-AX1000
HDD 1TB - 新規設定。BDZ-EX200の高画質・高音質機能を継承し、HDDのみ1TBにした最上位機種・AX2000の廉価版。2番組同時録画対応。HDD容量以外はAX2000と同等の性能を有する。
BDZ-AX2000
HDD 2TB - BDZ-EX200の後継機、2番組同時録画対応
AXシリーズでは新たに開発されたワンランク上の高画質回路「CREAS Pro」を搭載。階調復元性能を大幅に向上した「高階調スムージング」、映像を解析して自動でコントラストを補正する「コントラストリマスター」、映像素材の特性や映像解析で抽出した特徴に合わせた解像度調整を行う「適応型超解像」、アニメやCG映像で発生する輪部周辺のノイズ低減の精度が向上され、最適化された「新アニメ・CGリマスター」などを備えている。

### 2011年8月/10月発売モデル
ハイビジョンビデオカメラやデジタルスチルカメラとの連携を強化し、「AVCHD」に3D動画と60p動画を追加した拡張規格である「AVCHD Ver.2.0」にいち早く対応。これにより、3D対応ハイビジョンビデオカメラを本体のHDDに取り込むことができるようになり、より滑らかな動画再生ができる「1080/60p」（PSモード）で撮影された動画のHDD取り込みやBD保存に対応した。さらに、デジタルスチルカメラ（ソニー製の「α」や「サイバーショット」）で撮影した3D静止画や3Dスイングパノラマ写真のHDD取り込みもできる。
ソニー製では初設定されるトリプルチューナー搭載モデル（AT770T/AT970T/AX2700T）は日本国内のブルーレイレコーダーでは初めて、3番組同時の11倍フルハイビジョン録画を実現。さらに、3つの番組全てに対して「追いかけ再生」・「早見再生」・チャプター自動作成・「お出かけ転送」用動画ファイルの同時作成ができるほか、3番組同時録画中でもBDソフトの再生、BDへの高速ダビング、「ソニールームリンク」の使用など、マルチタスク性能も充実している。また、同じくソニー製では初設定となるスカパー!プレミアムサービスチューナー搭載モデル（SKP75）はリピート放送の重複録画を回避できるように専用のアルゴリズムを搭載。「x-おまかせ・まる録」と「番組名予約」で、話数がタイトル情報に含まれる番組（連続ドラマなど）は同一話が放送されても重複録画を回避するため、効率よく録画ができる。この機能は後のアップデートで他の同世代機種にも展開された。
SKP75/AT950W/AT970T/AX2700Tの4機種はさらに、外付けUSBハードディスクの増設にも初対応。名前と共に最大10台まで登録できるほか、外付けハードディスクに録画した番組でも内蔵ハードディスクに録画した場合とほぼ同等の機能が使用可能。また、レコーダー内蔵・外付けの両ハードディスク間でコピーやムーブの操作も可能である。
一方、AT750Wでは、AT700で搭載されていたスカパー!HD録画、ソニールームリンク（DLNAサーバー）など一部機能の搭載は見送られた（AT770T/AT950W/AT970T/AX2700Tはスカパー!HD録画やソニールームリンクに引き続き対応。SKP75もソニールームリンクに対応する）。
画質性能も強化されており、録画用回路に「インテリジェントエンコーダー3」を採用。新たに映像信号を解析して、そのシーンに最適なエンコーディングを可能にする「シーン解析エンコーディング」を追加して録画画質の精度を向上。併せて、高画質回路を"CREAS 4"に更新。新たに「ブルーレイ3D」や3D放送番組の3D再生時にも対応したほか、最適な画質設定を簡単に選択できるモードを追加。なお、AX2700Tでは前機種のAX2000に引き続き、3D対応高画質回路"CREAS Pro"を搭載する。
最上位機種のAX2700Tでは音質も強化しており、音声の奥行表現を強化したフロントサウランド技術「S-Forceフロントサウランド3D」を搭載したことで、メーカーを問わず、テレビの内蔵スピーカーでサウランドのような音場を再現し、音の奥行き感の表現が可能になった他、単体ヘッドフォン用に開発した独自のサウランド信号処理技術"Virtualphones Technology (VPT)"も搭載されており、ヘッドフォンから聞こえてくる音源が前後方のスピーカーを設置した場合と同条件の音場を仮想再現し、最大7.1chのバーチャルサウランドを可能にしたことで、深夜などでヘッドフォンやイヤホンを使用する場合でも最適な効果を行い臨場感あふれるサウンド音声を手軽に楽しむことができる。
2012年モデル発表後もスカパー!プレミアムサービスチューナー搭載モデルのSKP75のみ継続販売された。
BDZ-AT350S
HDD 500GB - BDZ-AT300Sの後継機、高さ49.5mm・奥行233mmの薄型・小型ボディを実現。
BDZ-AT750W
HDD 500GB - BDZ-AT700の後継機、2番組同時録画対応。ダブルチューナー搭載モデルながら高さ49.5mmの薄型ボディを実現。
BDZ-SKP75
HDD 500GB - 新規設定、旧スカパー!HDチューナー搭載（地上・BS・110度CSデジタルダブルチューナーと合わせて3番組同時録画対応）。
BDZ-AT770T
HDD 500GB - 新規設定、3番組同時録画対応。
BDZ-AT950W
HDD 1TB - BDZ-AT900の後継機、2番組同時録画対応。
BDZ-AT970T
HDD 1TB - 新規設定、3番組同時録画対応。
BDZ-AX2700T
HDD 2TB - BDZ-AX2000の後継機、3番組同時録画対応。

### 2012年10月発売モデル
録画済番組の再生中や録画番組の一覧画面でリモコンの「コーナー目次」のボタンを押すだけで番組内のコーナーごとに区切った情報を一覧表示し、見たいコーナーを簡単に見つけてすばやく再生できる「もくじでジャンプ」を新搭載。録画番組再生中には出演者や内容の詳細、番組で紹介されたお店や商品の情報も確認できる（なお、データベースからのダウンロードにより取得するため、本機能を使用するにはインターネットに接続する必要がある。また、対象番組は地上デジタル放送で、関東（1都6県）・東海（静岡県を除く）・関西地区はそれぞれの地区で放送している番組（一部を除く）、これ以外の地域はNHK総合テレビジョン及び関東地区の民放キー局で放送されている同時刻放送番組（同時ネット番組）となる）。
全機種がUSB接続外付けHDD増設、およびスカパー!プレミアムサービスLink（録画・ダビング）対応となった（「ダビング」はSONYでは初対応）。
EWシリーズ/ETシリーズ/EX3000では録画した番組を無線LANルーターを介して「Xperia Tablet S」や「Xperia スマートフォン」等にワイヤレス転送できる「ワイヤレスおでかけ転送」も新搭載。高速転送ができるほか、事前に設定しておけば自動でワイヤレス転送してすぐに持ち出すことも可能である。さらに、ETシリーズとEX3000では無線LANを内蔵した。
EシリーズとEWシリーズへの高画質回路「CREAS」搭載は見送られ、以降の同モデルにも搭載されていない。
一方、最上級機種のEX3000では高画質回路「CREAS Pro」に改良が加えられ、デジタル放送やDVD視聴時のノイズを高精度に軽減する2種類のノイズリダクション、全てのブルーレイディスクの素材を精細度が高い自然なフルHD映像で再現する「新映画画質」、フルハイビジョンの4倍相当の解像度となる4Kアップコンバート対応とした。
本モデルから出力端子はHDMI端子のみとなった。
2013年モデル・2014年モデル発表後もEX3000のみ継続販売する。
BDZ-E500B/E500W
HDD 500GB - BDZ-AT350Sの後継機、レコーダーでは珍しいブラック（E500B）とホワイト（E500W）の2色展開で、リモコンも本体同色となる。
BDZ-EW500
HDD 500GB - BDZ-AT750Wの後継機、2番組同時録画対応。
BDZ-EW1000
HDD 1TB - BDZ-AT950Wの後継機、2番組同時録画対応。
BDZ-ET1000
HDD 1TB - BDZ-AT970Tの後継機、3番組同時録画対応。
BDZ-EW2000
HDD 2TB - 新規設定、2番組同時録画対応。
BDZ-ET2000
HDD 2TB - 新規設定、3番組同時録画対応。
BDZ-EX3000
HDD 3TB - BDZ-AX2700Tの後継機、3番組同時録画対応。

### 2013年11月発売モデル
EWシリーズ・ETシリーズに備えている「ワイヤレスおでかけ転送」がこれまでの「Xperia」に加え、iPhone/iPad、Android搭載端末にも対応したことで、多様な端末で録画番組を持ち出すことが可能に。また、これらの端末ではホームネットワーク内でストリーミング配信を行うことで、BDZで受信している放送中の番組や録画した番組を家中で視聴できる「家じゅうどこでも視聴」を新搭載した。なお、「ワイヤレスお出かけ転送」は「Xperia Z1（NTTドコモ向けのSO-01F、au向けのSOL23）」など対応の「Xperia」では録画した番組の画質を落とさずホームネットワーク機能で転送する機能を加えたことでフルハイビジョン画質の録画番組の転送が可能になったほか、「家じゅうどこでも視聴」はDLNA準拠の「ソニールームリンク」対応テレビやパソコンでも利用できる。
また、リモコンは「録画」や「再生」に関わる使用頻度の高いボタンを大きく押しやすく配置し、使用頻度が限られる10キーや削除キーなどをスライド収納式にしたことでコンパクト化された「らくらくリモコン」を採用し、このリモコンに備えたボタンを押すだけでテレビ画面上に操作メニューを表示する「らくらくスタートメニュー」にはカラーイラストが入り、画面上にリモコンの操作方法を追加した。
ETシリーズは高画質回路を「CREAS 5」に更新。最上位モデルのEX3000に搭載されている「CREAS Pro」に採用されている16ビット処理対応の映像信号技術「Super Bit Mapping for Video」を新搭載したほか、4K UHD対応テレビ用の画質設定機能も追加し、モニター別画質設定に「4Kテレビ」を、本体の画質設定に「BDシネマ(4Kテレビ)」をそれぞれ追加した。また、テレビとHDMIケーブルで接続することでテレビ内蔵スピーカーだけでも高音質にできる音響技術も備えており、7.1chサウランドをバーチャルに再現するバーチャルサウランド技術「S-Forceフロントサラウンド」、失われた音を時間領域で復元して音声の圧縮によって失われがちな微小な音を再現する「ハーモニクスイコライザー」、テレビのアンダースピーカーから出力される音の位置を仮想的に上方に持ち上げて映像と音声の定位を一致して自然な音声に補正する「テレビ音声位置補正」を搭載する。
「もくじでジャンプ」には改良が加えられ、見たいコーナーを複数選択することで、見たいコーナーだけを連続再生することができるようになった。
ETシリーズでは2012年モデルのET#00系と異なり3番組録画において一部制限があるため、その注意事項が取扱説明書や公式HPに記載されている。すなわち、3番組を同時にSRモードなどのAVC圧縮で予約すると、うち1番組は内部的にDRモードで放送波のまま一時録画され、バックグラウンドで改めてAVC圧縮が行われる。当然、おでかけ転送ファイルの同時作成もされず、この時までおでかけ転送は出来ない。また、「おまかせ・まる録」機能も3番組目には適用されない。これらを意識して録画予約や「おまかせ・まる録」機能を使わないと意図しない結果が引き起こされる事があるので注意が必要である。
2014年モデル発表後もシングルチューナーモデルは2015年3月にE520が発売されるまで、E510が継続販売された。
BDZ-E510
HDD 500GB - BDZ-E500B/E500Wの後継機。
BDZ-EW510
HDD 500GB - BDZ-EW500の後継機、2番組同時録画対応。
BDZ-EW1100
HDD 1TB - BDZ-EW1000の後継機、2番組同時録画対応。
BDZ-ET1100
HDD 1TB - BDZ-ET1000の後継機、3番組同時録画対応。
BDZ-ET2100
HDD 2TB - BDZ-ET2000の後継機、3番組同時録画対応。

### 2014年11月発売モデル
新機能として、録画番組のストリーミング再生開始や早送りなど読込にかかる時間を2013年モデル比約50%短縮した「快適視聴モード」、当日から1週間以内の放送予定番組を予約件数の多い順にランキング形式で表示する「みんなの予約ランキング」、録画番組一覧の画面上に視聴数を追加し、視聴者数の多い順に録画番組を並べ替えて表示することもできる「みんなの視聴数」を新搭載した（「みんなの予約ランキング」・「みんなの視聴数」を使用するにはインターネットへの接続が必要）。また、全機種でWi-Fi機能も標準搭載した。
そのほか、対象機種同士をLAN経由で接続することで、本体の内蔵HDDや外付けHDDに録画した番組などをダビングできる「お引越し」機能に初対応（本体のアップデートにより対応予定）するほか、「おまかせ・まる録」は録画された番組の情報を分析して録画頻度の高いものから順に表示する「よく録る人名/番組」に対応した。
ETシリーズの3番組録画時の注意事項は2013年モデルとほぼ同様である。
BDZ-EW520
HDD 500GB - BDZ-EW510の後継機、2番組同時録画対応。
BDZ-EW1200
HDD 1TB - BDZ-EW1100の後継機、2番組同時録画対応。
BDZ-ET1200
HDD 1TB - BDZ-ET1100の後継機、3番組同時録画対応。
BDZ-ET2200
HDD 2TB - BDZ-ET2100の後継機、3番組同時録画対応。

### 2015年3月発売モデル
2013年11月発売モデルを継続販売していたシングルチューナーモデルをモデルチェンジ。ダブルチューナー・トリプルチューナー搭載の2014年10月発売モデル同様、「みんなの予約ランキング」や「みんなの予約数」を新搭載した。
BDZ-E520
HDD 500GB - BDZ-E510の後継機。

### 2016年4月発売モデル
2006年モデル以来使われてきたクロスメディアバーを廃止してユーザーインターフェイス全体が一新され、番組表は白バックに黒文字表示で紙の番組表に近づけたデザインとなり、1番組あたりの情報量を2014年11月発売モデルよりも最大で約2倍に増加したことで詳細画面を開かなくても番組の概要を把握できるようにし、ミニ番組などの短時間放送番組で表示しきれない番組名や詳細情報もカーソルを合わせるだけで表示できるようになった。また、リモコンの赤ボタンを押すことで「みんなの予約ランキング」へアクセスできるようにした。この「みんなの予約ランキング」も改良され、ジャンル別表示が採用された。録画リスト画面にも同様のジャンル別表示を採用し、録画した番組をジャンルから探して目的の番組へすばやくアクセスできるようにした。ホーム画面は一目で使い方が分かるようにシンプルな画面となり、「録画する」・「視聴する」といった基本操作のみならず、「削除/編集」や「ダビング」といった便利機能もホーム画面上に表示された。一方で、編集機能からタイトルの分割・結合が無くなり、音声付き早送り再生がそれまでの「1.5倍」から「1.3倍」になるなど、機能が低下した部分も存在する。
リモコンも改良され、発光部に3つのLEDを採用した強力赤外線発光「ズバとびっ!」に対応し、レコーダー本体の受光部の改良と相まって指向性の範囲拡大と受光感度向上などを行った新型となった。
ワイヤレスおでかけ転送はAndroid/iOS端末向けアプリ「Video & TV SideView」との連携を強化し、日本国内でのBDレコーダー市場において初めてとなる宅内でのモバイル端末へ、放送中番組と録画番組、または、録画番組の2配信が可能となった（ただし、2番組以上の同時録画(市販のソフト再生中または外部入力録画中の場合、録画中)は録画番組の2配信のみ可能、また、スマートフォンへ配信する場合、BDレコーダーの状態や配信先により「快適視聴モード」による視聴のみ可能の場合がある）。一方で、USB端子を経由した有線のおでかけ転送は非対応となった。
4K UHDテレビとの連携も強化され、「ブラビア」の4K UHDモデルと組み合わせることで、録画した番組に合わせたノイズ除去を行って「ブラビア」へ送信し、テレビ側でアップコンバートを行う「4Kブラビアモード」と、ソニー以外のメーカー製4K UHDテレビでもレコーダー側で24P/30Pのアップコンバート処理を行う「4Kアップコンバート」を搭載した。
そのほか、セリフの強調及び効果音などの音量バランスを最適化して、深夜などに小音量で再生する場合でも聴きやすい音声にする「ナイトモード」も搭載した。
前世代機までは3番組同時録画対応機はCREAS等の高画質・高音質機能を搭載したり光デジタル出力端子を搭載するなど、2番組以下の同時録画対応機と差別化がされていたが、この世代ではチューナーの数以外は全く同一性能となっている。
なお、2017年7月に実施予定の本体ソフトウェアアップデートにより、後述する2017年6・7月発売モデルの一部機能（SeeQVaultの対応・編集機能の追加・本体操作性向上など）が組み込まれるようになる。
本世代よりEMMAからUniPhierに変更されたと見られている。
BDZ-ZW500
HDD 500GB - BDZ-EW520の後継機、2番組同時録画対応。
BDZ-ZW1000
HDD 1TB - BDZ-EW1200の後継機、2番組同時録画対応。
BDZ-ZT1000
HDD 1TB - BDZ-ET1200の後継機、3番組同時録画対応。
BDZ-ZT2000
HDD 2TB - BDZ-ET2200の後継機、3番組同時録画対応。

### 2017年6・7月発売モデル
ハンディカムとの連携を強化し、これまで不可だった4Kハンディカムで撮影した動画(XAVC S形式)の取り込みが可能となり、4K解像度での視聴が可能となっただけでなく、MP4データ形式でブルーレイディスクにダビングして保存することも可能である。
また、ソニー製BDレコーダーでは初めてとなる「SeeQVault(シーキューボルト)」に対応し、事前にレコーダーに登録したSeeQVault対応の外付けハードディスクへの直接録画が可能となった。同じSeeQVaultに対応したソニー製BDレコーダーであれば、外付けハードディスクをつなぎ替えるだけで録りためた録画番組をそのまま再生することが可能である。
「予約ランキング」は最大で20番組までの表示に拡大し、番組表や録画リストの表示速度を向上。動画編集機能においては、タイトルの分割や結合、プレイリスト機能を追加（厳密には復活）した。
ホームネットワーク上のFLAC/WAV/AAC/MP3の音楽ファイルを本体にコピーして再生可能なほか、CD音源や圧縮音源などを最大96kHz/24bit相当までアップスケーリングする「DSEE HX」も搭載した。
2017年春モデルのブラビア(Android TV搭載、A1/X9500E/X9000E/X8500E/X8000Eシリーズ以降のブラビア)とホームネットワーク上で接続することで、キーワードや放送日時を音声で話しかけると、ブラビアの音声検索アルゴリズムを駆使し、録画予約を行う番組を音声で検索することが可能となった。
BDZ-ZW550
HDD 500GB - BDZ-ZW500の後継機、2番組同時録画対応。
BDZ-ZW1500
HDD 1TB - BDZ-ZW1000の後継機、2番組同時録画対応。
BDZ-ZW2500
HDD 2TB - 2番組同時録画対応。本世代で新設した大容量モデル。
BDZ-ZT1500
HDD 1TB - BDZ-ZT1000の後継機、3番組同時録画対応。
BDZ-ZT2500
HDD 2TB - BDZ-ZT2000の後継機、3番組同時録画対応。
BDZ-ZT3500
HDD 3TB - 3番組同時録画対応。本世代で新設した大容量モデル。

### 2018年5月発売モデル
4K Ultra HD Blu-ray再生への対応に加え、新機能として「新作ドラマ・アニメガイド」が搭載された。この機能はEPGに加えてネット経由で供給される専用の番組データを活用することで、新作の連続ドラマやアニメ番組を最長で放送予定日の1か月前から先行予約が可能な上、放送前の段階で番組の公式サムネイルと詳細情報が表示され、EPGの情報にはない番組概要の確認も可能である。なお、先行予約後に番組の情報が変更された場合は録画予約に失敗する可能性があること、受信設定されているチャンネルや放送局の番組編成によっては放送日時の遅れや放送されない可能性があるなどの留意点があるが、受信設定されているチャンネルでの放送が確定した場合には、放映日時とチャンネル表示が受信設定されているチャンネルでの情報に更新されるように配慮されている。
「ブラビア」の4K UHDモデルとの連携機能である「4Kブラビアモード(4K BRAVIA専用高画質)」は新たに有機ELモデル(A1/A8Fシリーズ)にも対応。4Kハンディカムとの連携では、4K MP4動画の差分取り込み機能が追加され、取り込んだMP4動画のサムネイル表示にも対応。また、再生の安定性向上により、MP4動画(2K/4K)の連続再生や100Mbpsで記録された4K MP4動画をデータ形式で4Kのままダビングされたブルーレイディスクの再生が可能となった。さらに、ダビング済みのブルーレイディスクを4KやMP4に対応していないブルーレイレコーダー/プレーヤーでの再生が可能なように、2Kへの録画変換機能も搭載された。
そのほか、トリプルチューナーのFTシリーズにおいては3番組すべてを長時間モードで同時録画することが可能となり、音声再生フォーマットは2017年モデルのFLAC/WAV/AAC/MP3に加え、DSD の再生にも対応。HDMI出力端子にはHDCP 2.2や4K HDR信号非対応のサウンドバーやAVアンプとの接続が可能なように音声信号専用端子（AVピュア）が搭載され、初期設定は少ないステップで完了できるように簡素化された。
BDZ-FW500
HDD 500GB - BDZ-ZW550の後継機、2番組同時録画対応。
BDZ-FW1000
HDD 1TB - BDZ-ZW1500の後継機、2番組同時録画対応。
BDZ-FW2000
HDD 2TB - BDZ-ZW2500の後継機、2番組同時録画対応。
BDZ-FT1000
HDD 1TB - BDZ-ZT1500の後継機、3番組同時録画対応。
BDZ-FT2000
HDD 2TB - BDZ-ZT2500の後継機、3番組同時録画対応。
BDZ-FT3000
HDD 3TB - BDZ-ZT3500の後継機、3番組同時録画対応。

### 2019年10・11月発売モデル
ソニー製ブルーレイディスクレコーダーで初となるBS4K/110度CS4Kチューナーを搭載した「FBシリーズ（FBW/FBT）」を新設。
BS4K/110度CS4Kチューナーは地上/BS/110度CSデジタルとの兼用チューナーとなっており、2基搭載しているため、BS4K/110度CS4K放送の2番組同時録画が可能である。また、DRモードに加えて「4K放送長時間録画モード」も搭載されており、1.5倍（XRモード）から11倍（EERモード）の7種類の長時間モードが選択可能となっている。録画されたBS4K/110度CS4K放送の番組は画質を落とさずにブルーレイディスクへダビングが可能なほか、4K非対応の機器での再生が可能なように、形式変換してのダビングも可能である。地上/BS/110度CSデジタル放送の長時間録画に関しても圧縮方式にBS4K/110度CS4K放送に用いられているHEVCが採用されたことで圧縮効率が改善され、同じ容量でも従来のAVC方式よりも長時間の録画や視聴が可能となった。
番組表は操作時の画面スクロール速度がFW/FTシリーズの2倍以上に向上され、番組表や録画リストの表示を濃い茶基調に刷新された。
そのほか、「おまかせ画質モード」の画質調整パターンをFW/FTシリーズの約500パターンから5倍の約2,500パターンに拡張され、BS4K/110度CS4K放送などの新しい映像ソースにも対応した。
なお、2016年から2017年にかけて発売されたZW/ZTシリーズがUltra HD Blu-ray Disc非対応のエントリーモデルとして再設定された。FW/FTシリーズに搭載されている「新作ドラマ・アニメガイド」が採用され、2019年12月に予定されている本体アップデートにて搭載される。ラインナップはZWは1TBと2TBの2機種、ZTは1TBの1機種のみ計3機種となった。
BDZ-ZW1700
HDD 1TB - BDZ-ZW1500のマイナーチェンジモデル、2番組同時録画対応。
BDZ-ZW2700
HDD 2TB - BDZ-ZW2500のマイナーチェンジモデル、2番組同時録画対応。
BDZ-ZT1700
HDD 1TB - BDZ-ZT1500のマイナーチェンジモデル、3番組同時録画対応。
BDZ-FBW1000
HDD 1TB - 2番組同時録画対応。Ultra HD Blu-ray対応。
BDZ-FBW2000
HDD 2TB - 2番組同時録画対応。Ultra HD Blu-ray対応。
BDZ-FBT1000
HDD 1TB - 3番組（BS4K/110度CS4K放送は2番組）同時録画対応。Ultra HD Blu-ray対応。
BDZ-FBT2000
HDD 2TB - 3番組（BS4K/110度CS4K放送は2番組）同時録画対応。Ultra HD Blu-ray対応。
BDZ-FBT3000
HDD 3TB - 3番組（BS4K/110度CS4K放送は2番組）同時録画対応。Ultra HD Blu-ray対応。
BDZ-FBT4000
HDD 4TB - 3番組（BS4K/110度CS4K放送は2番組）同時録画対応。Ultra HD Blu-ray対応。

### 2021年5・6月発売モデル
全機種共通で既存機能が改良され、「新作ドラマ・アニメガイド」が特番ドラマにも対応したことで、単発放送のスペシャルドラマや特別ドラマ、話数が3話までのドラマも1カ月前からの先行予約が可能となり、「おまかせ・まる録」は検索用の「まる録辞書」が最新版へ更新されたほか、メインワードとなるグループ名・コンビ名とサブワードとなるメンバー名が辞書で紐付けされていればグループやコンビの名前で登録してもグループやコンビのメンバーが出演する番組も自動で探し出して録画することが可能となった。
4Kチューナー搭載モデルのFBW・FBTは、4K放送の早見再生（音声付き1.3倍速再生）に対応し、長時間モード（特にLSRモード以上）の録画時の画質が改善され、動きや明るさの変化が激しいシーンで出やすいブロックノイズを低減させた「4Kインテリジェントエンコーダー」が搭載された。
ラインナップが一部変更となり、ZTには2TBモデルのZT2800を追加して2機種に。FBTは3TBモデルを廃止する替わりに、ソニー製BDレコーダーでは最大容量となる6TBモデルのFBT6100が追加された。
また、この世代モデル発売告知と同時に、スマートフォン/タブレット向けアプリである「Video & TV SideView」のモバイル視聴プレーヤー機能を無料化することが発表され、2021年6月1日のアップデートで実施された。
BDZ-ZW1800
HDD 1TB - BDZ-ZW1700の後継機、2番組同時録画対応。
BDZ-ZW2800
HDD 2TB - BDZ-ZW2700の後継機、2番組同時録画対応。
BDZ-ZT1800
HDD 1TB - BDZ-ZT1700の後継機、3番組同時録画対応。
BDZ-ZT2800
HDD 2TB - 3番組同時録画対応。
BDZ-FBW1100
HDD 1TB - BDZ-FBW1000の後継機、2番組同時録画対応。Ultra HD Blu-ray対応。
BDZ-FBW2100
HDD 2TB - BDZ-FBW2000の後継機、2番組同時録画対応。Ultra HD Blu-ray対応。
BDZ-FBT2100
HDD 2TB - BDZ-FBT2000の後継機、3番組（BS4K/110度CS4K放送は2番組）同時録画対応。Ultra HD Blu-ray対応。
BDZ-FBT4100
HDD 4TB - BDZ-FBT4000の後継機、3番組（BS4K/110度CS4K放送は2番組）同時録画対応。Ultra HD Blu-ray対応。
BDZ-FBT6100
HDD 6TB - 3番組（BS4K/110度CS4K放送は2番組）同時録画対応。Ultra HD Blu-ray対応。

### 2023年6月発売モデル
「おまかせ・まる録」の「まる録 辞書」が最新版に更新され、毎回又は番組名で予約設定をして、「自動削除しない」に設定した場合に、「最新の1回のみ」・「過去4回分」・「過去7回分」から選択して設定することで、帯番組や週1回レギュラー放送されている番組において、古い放送回から自動で上書きすることで削除の手間を省き、ハードディスクがいっぱいになるのを防ぐ上書き録画設定を搭載。
また、設定した時間帯（初期設定では18:00～22:00で、設定画面で変更可能）によく視聴する番組をリストアップして一覧表示する「おうちタイム」が搭載され、録画リストのマークには「未視聴（NEW）」に加えて「視聴中」が追加され、サムネイル画面下には視聴の進捗状況をバー表示で確認可能な「再生バー」も追加。タイトルがまとめ表示になっている場合に1回の操作で複数話の連続再生が可能なように改良され、ホーム画面下部には使いかたをリスト形式でまとめた「便利な使いかた」が設けられた。
BDZ-FBW2200
HDD 2TB - BDZ-FBW2100の後継機、2番組同時録画対応。Ultra HD Blu-ray対応。
BDZ-FBT2200
HDD 2TB - BDZ-FBT2100の後継機、3番組（BS4K/110度CS4K放送は2番組）同時録画対応。Ultra HD Blu-ray対応。
BDZ-FBT4200
HDD 4TB - BDZ-FBT4100の後継機、3番組（BS4K/110度CS4K放送は2番組）同時録画対応。Ultra HD Blu-ray対応。

### 2024年4月発売モデル
4Kチューナー非搭載モデルをモデルチェンジ。ラインナップがZWの1TBのみとなった。4Kチューナー搭載モデルのFBW・FBT（2023年6月発売モデル）同様に録画リストに「おうちタイム」の分類が追加され、「視聴中マーク」と「再生バー」を新設。タイトルがまとめ表示になっている場合に1回の操作で複数話の連続再生が可能なように改良され、ホーム画面下部には使いかたをリスト形式でまとめた「便利な使いかた」が設けられた。なお、本モデルが4Kチューナー非搭載BDレコーダー最終モデルとなる予定。
BDZ-ZW1900
HDD 1TB - BDZ-ZW1800の後継機、2番組同時録画対応。

## 競合他社製品

### 現在生産中
- DIGA（パナソニック） - BDレコーダーを販売。2007年モデル以降はAVCRECも搭載。
- AQUOSハイビジョンレコーダー、AQUOSブルーレイ（シャープ） - BDレコーダーを販売。
- VARDIA→レグザ（東芝→東芝映像ソリューション→TVS REGZA） - かつてはBlu-rayの対抗規格・HD DVDの製品を販売していたが、現在はBlu-rayレコーダーを発売。4Kチューナー非搭載レコーダーと再生専用モデル（BD/DVDプレーヤー）は2024年限りで生産終了となり、業界で初めてラインナップを「4Kチューナー内蔵レコーダーへ一本化」した。

### 生産より撤退
- REAL（三菱電機） - BDレコーダーを販売。全モデルAVCREC搭載。基幹ユニットはパナソニックのOEM。
- Wooo（日立製作所） - パナソニックのOEMだったが1機種のみで撤退。なおBDカムコーダを販売している。
- パイオニア - シャープのOEMだったが撤退。BDドライブは自社で開発・生産。
- らく録ブルーレイ（日本ビクター） - BDレコーダーは三菱電機のOEMであるDR-BX500一機種のみ販売。AVCREC搭載。

### ソニー製品のブランド・商品名
- ゴク楽 - ビデオデッキ
- Clip-On - HDD・ビデオレコーダー
- CoCoon - チャンネルサーバー
- PSX - HDD/DVDレコーダー内蔵ゲーム機
- スゴ録 - DVDレコーダー
- ロケーションフリー
- ハンディカム - カムコーダ
- BRAVIA - 薄型テレビ
- Xperia - スマートフォン・タブレット
- ブラビアリンク
- ソニールームリンク
- PSP
- PlayStation 3
- PlayStation Vita
- PlayStation 4
- torne
- nasne
- メモリースティック
- ベータマックス

### その他
- 山下真司・ローラ - 同製品のCMに出演（2012年10月発売モデル以降）。
- 矢沢永吉 - 同製品のCMに出演。
- 篠原涼子 - 同製品のCMに出演（2009年9/10月発売モデル以降）。
- 北川景子 - 同製品のCMに出演。
- めちゃ²イケてるッ! - 2008年1月5日放送分でCMのパロディを放送。
- 薄型テレビ
- ハイビジョン
- Blu-ray Disc
- HD DVD（ライバル規格）
- 第3世代光ディスク
- DVD
- DVD-RAM（ライバル規格）
- DVDフォーラム
- DVD+RWアライアンス
- AVCREC
- HD Rec
- MPEG-4 H.264
- HEVC
- HDMI
- i.LINK
- DLNA
- GUI
- クロスメディアバー
- BDレコーダー
- BDプレーヤー
- DVDレコーダー
- DVDプレーヤー
- ビデオデッキ
- 録画
- 規格争い
- Irシステム